# Frankwin van Beers
Frankwin Hendrikus Gerardus van Beers (1969) is een Nederlands bestuurder.
In zijn twintiger jaren werkte van Beers bij de Koninklijke Landmacht. Van 1998 tot en met 2009 was hij directeur van Dolfinarium Harderwijk, hierna bij Wellnessresort de Zwaluwhoeve. Nadat van Beers in 2010 directeur werd van Dierenpark Emmen besloot de gemeenteraad van Emmen in 2012 tot de verhuizing en nieuwbouw van het park. Onder leiding van Beers verhuisde het park naar het Raadhuisplein, kreeg het de nieuwe naam Wildlands Adventure Zoo Emmen en werd het park een leisure-bedrijf. Later zou het laatste teruggedraaid worden. In september 2018 legde hij zijn functie als directeur van de dierentuin neer. In januari 2020 werd hij directeur van de toeristische attractie This is Holland.